# Mijnbouw in Romeins Britannia
Mijnbouw was een van de meest economisch lonende activiteiten in de Romeinse provincie Britannia. Britannia was rijk aan grondstoffen zoals koper, goud, ijzer, lood, zout, zilver en tin, materialen waar in het Romeinse Rijk een grote vraag naar was. De overvloed aan minerale rijkdommen in de Britse eilanden was waarschijnlijk een van de redenen voor de Romeinse invasie van Britannia in 43. De Romeinen waren in staat om hun  geavanceerde technologie te gebruiken om waardevolle mineralen te vinden en te delven. Zij deden dit op een schaal die pas in de Middeleeuwen zou worden geëvenaard.